# الوادي الأخضر (فلم)
الوادي الأخضر فيلم سينمائي سوري وهو أول فيلم تتم جميع عملياته الفنية في سوريا وقبله كان الإظهار والطبع يجري في باريس أو مصر، وهو من إنتاج العام 1961.

## قصة الفيلم
شاب خرج لتوه من السجن بعد خمسة عشر عاما قضاها فيه لاتهامه بارتكاب جريمة قتل في القرية، التي يعود إليها فور خروجه ليزور أخاه، فيلتقى بابنة المختار ويقع في حبها، ويرغب بالبقاء إلى جانبها، تهدد أسرة القتيل الذي سجن من أجله بالثأر، فتكتشف أن الأخ يحب أيضا بنت المختار لكنه يضحى بحبه من أجل أخيه الذي سبق أن ضحى من أجله حين سجن خمسة عشر عاما بدلا عنه.

## فريق العمل[3]
قصة: خالد حمدي
سيناريو وحوار: زهير الشوا
إنتاج وإخراج: زهير الشوا
تصوير: أحمد عرفان

## بطولة
- أميره إبراهيم
- زهير الشوا
- خالد حمدي
- أكرم خلقي
- دلال شمالي
- تغريد أسعد
- جميل الحاج
- حسن الخجا
- داوود النابلسي
- عمر حوا
- بشار القاضي
- صلاح حلقي
- محمد مظهر